# ستيف براون (لاعب كرة قدم بريطاني)
ستيف براون (بالإنجليزية: Steve Brown)‏ (6 يوليو 1966 في المملكة المتحدة - ) هو لاعب كرة قدم بريطاني في مركز الوسط. لعب مع نادي نورثامبتون تاون وويكمب وندررز وIrthlingborough Diamonds F.C. ‏.

## وصلات خارجية
- ستيف براون (لاعب كرة قدم بريطاني) على موقع قاعدة بيانات كرة القدم.إي يو (الإنجليزية)
- ستيف براون (لاعب كرة قدم بريطاني) على موقع Soccerbase.com (لاعب) (الإنجليزية)